# كراتيفة باسقة
كراتيفة باسقة (الاسم العلمي:Crateva excelsa) هي نوع من النباتات تتبع جنس الكراتيفة من الفصيلة القبارية.